# Manuel Bucar

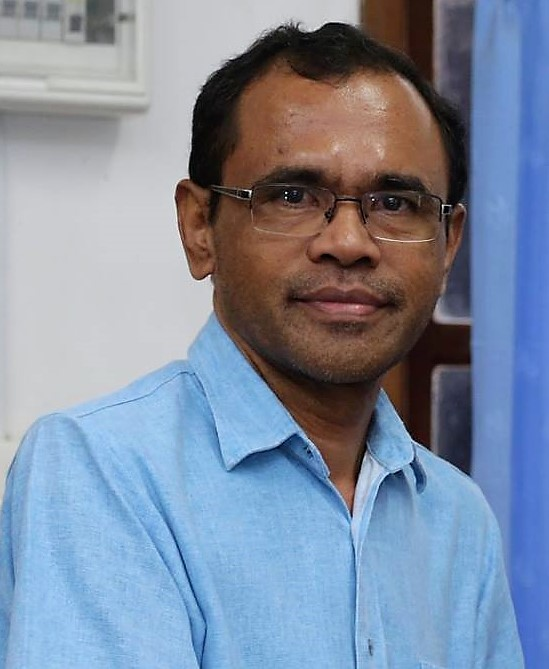
Manuel Bucar (2018)

Manuel Coutinho Bucar Corte-Real ist ein osttimoresischer Beamter. Von 2010 bis 2018 war er stellvertretender Kommissar der Comissão Anti-Corrupção (CAC).

## Werdegang
Bis zum ersten Abschluss 1993 studierte Bucar Wirtschaft an der Udayana-Universität auf Bali. Seinen Master erhielt er in Wirtschaft, Marketing und Öffentlichkeitsarbeit im Oktober 2009 an der Schule für Wirtschaft und Management an der Universität Minho im portugiesischen Braga. In der Zeit der indonesischen Besatzung Osttimors war Bucar von 1996 bis 1999 Chef der Wirtschafts- und Entwicklungskommission des Distrikts Ainaro.
Bucar war von 2001 bis 2006 Dekan der Wirtschaftsfakultät der Universidade Nasionál Timór Lorosa'e (UNTL). Von 2006 bis 2007 war er Generalinspektor der Regierung Osttimors. Zudem war er während der Kommunalwahlen in Osttimor 2004–2005 Kommissar der Comissão Nacional de Eleições (CNE).